# Chefe Powhatan
O Chefe Powhatan também conhecido como Wahunsunacock ou Wahunsenacawh (morreu em 1618) e era o chefe da tribo Powhatan, uma poderosa tribo de nativo-americanos, que falavam algonquiano e viviam em Tenakomakah, atual Virgínia. Ele era o irmão mais velho de Opchanacanough e pai de Pocahontas.

## Vida
Pouco se sabe da vida de Powhatan antes da chegada dos colonizadores ingleses, em 1607. Pensa-se que teria herdado a chefia de 4 a 5 tribos com base perto de Richmond e, através da diplomacia ou da própria força, conseguido juntar cerca de 30 tribos pelo início do século XVII.
Em Dezembro de 1607, John Smith, um dos líderes do colonos, foi capturado após lutar com Opechancanough, irmão mais novo de Powhatan, e foi levado para a vila. Segundo registos de Smith, Pocahontas, a filha mais nova de Powhatan, impediu o pai de executar Smith. Alguns destes registos encontrados foram considerados falsos, mas, ainda assim, crê-se que a maior parte seja verdadeira; no entanto, algumas versões são consideradas muito romanceadas, ao esconder um pouco a realidade e há até quem acredite que Smith não foi salvo por Pocahontas e que estava apenas a ser submetido a um ritual para poder ser aceite na tribo.
Após a partida de John Smith de volta a Virgínia, na sequência de um ferimento causado por um tiro, em 1609, a tribo nervosa atacou e matou muitos dos residentes de Jamestown. Estes lutaram, matando mais de 20 membros da tribo.
Powhatan acabou por morrer na Virgínia e, após a morte de Wahunsunacock, em 1618, o seu irmão mais novo, Opechanacanough, tornou-se líder da tribo. Ao tentarem expulsar os ingleses da sua terra, a tribo foi quase completamente destroçada.
Powhatan foi avô de Thomas Rolfe filho de Pocahontas e John Rolfe, acabando os Rolfe por serem considerados uma das primeiras famílias da Virgínia, com raízes nativo-americanas e inglesas.

## Powhatan segundo Disney
Powhatan é o sábio pai de Pocahontas na história de ficção produzida pela Disney em 1995. Conta com voz falada de Russel Means e cantada de Jim Cummings no original e de Fernando Luís na versão portuguesa. Na história da Disney de 1995, Powhatan é o pai de Pocahontas e chefe da sua tribo. Pretende casar a filha com Kocoum, um dos seus guerreiros mais corajosos, mas ela não partilha o desejo do pai. Oferece à filha o colar da sua mãe, que morreu e era muito admirada pelo seu povo, findando dizendo que ela gostaria que Pocahontas o usasse no seu casamento. É um elemento decisivo na história por estabelecer, através do pedido da filha, um princípio de paz entre os diferentes povos.